# Monoid
Monoid (z gr. μονοειδές od μόνος monos „jedyny” i εἶδος eîdos „wygląd, postać, kształt”) – półgrupa, której działanie ma element neutralny. Formalnie monoid to algebra {\displaystyle (S,e,*),} sygnatury {\displaystyle (0,2),} gdzie {\displaystyle S} jest niepustym zbiorem, natomiast
{\displaystyle *\colon S\times S\to S}
jest działaniem dwuargumentowym, spełniającym warunki:
1. {\displaystyle \forall _{a\in S}\;e*a=a*e=a}       ({\displaystyle e} jest elementem neutralnym),
2. {\displaystyle \forall _{a,b,c\in S}\;\left(a*b\right)*c=a*\left(b*c\right)}       (działanie jest łączne).

Szczególny przypadek monoidu stanowi grupa. Wynika stąd następujące zawieranie:
klasa półgrup {\displaystyle \supseteq } klasa monoidów {\displaystyle \supseteq } klasa grup.
Każdy monoid {\displaystyle M} jest izomorficzny z półgrupą wszystkich endomorfizmów pewnej algebry {\displaystyle M.} Jest to uogólnienie twierdzenia Cayleya.

## Przykłady
- Liczby naturalne (koniecznie z zerem) z działaniem dodawania: elementem neutralnym jest w tym przypadku zero.

- Liczby naturalne (z zerem bądź bez) z działaniem mnożenia: elementem neutralnym tego monoidu jest 1 (w obu przykładach).

- Przedziały dowolnego zbioru częściowo uporządkowanego (posetu) tworzą monoid z działaniem przekroju zbiorów. Elementem neutralnym jest tutaj cały rozważany poset[potrzebny przypis].

- Każdej półgrupie {\displaystyle (S,*)} można przyporządkować jej monoid {\displaystyle M(S)} w następujący sposób[3]:

Jeśli {\displaystyle S} ma element neutralny {\displaystyle e,} to monoidem tym jest {\displaystyle M(S)=(S,e,*),}
Jeśli {\displaystyle S} nie ma elementu neutralnego, to monoidem tym jest {\displaystyle M(S)=(S\cup \{1\},1,\circ ),} dla pewnego {\displaystyle 1\notin S,} przy czym:
dla wszystkich {\displaystyle x,y\in S} zachodzi {\displaystyle x\circ y=x*y,}
dla każdego {\displaystyle x\in S} spełniona jest równość {\displaystyle x\circ 1=1\circ x=x,}
{\displaystyle 1\circ 1=1.}
- Monoid wolny[4]. {\displaystyle \left(X^{*},\varepsilon ,\sim \right)} – zbiór słów nad alfabetem {\displaystyle X,} z {\displaystyle \varepsilon } jako słowem pustym i {\displaystyle \sim } jako operacją konkatenacji. Jeśli {\displaystyle X=\{0,1\},} to słowami są na przykład: {\displaystyle 110111,\,011000,\,000,\,1111,} a przykładami konkatenacji są:

{\displaystyle 110111\sim 000=110111000,}
{\displaystyle \varepsilon \sim 000=000.}
- Własność uniwersalności monoidu wolnego[5]. Po utożsamieniu elementów zbioru {\displaystyle X} ze słowami jednoelementowymi można uznać {\displaystyle X} za podzbiór monoidu wolnego {\displaystyle X^{*}}

Uniwersalność monoidu wolnego

{\displaystyle i:a\mapsto a,}
przy czym podzbiór ten generuje {\displaystyle X^{*}} i odwzorowanie
{\displaystyle i:X\to X^{*}}
ma następującą własność uniwersalności: dla dowolnego odwzorowania zbioru {\displaystyle X} w monoid {\displaystyle M}
{\displaystyle \alpha :X\to M}
istnieje jedyny taki homomorfizm
{\displaystyle \alpha ^{*}:X^{*}\to {M}}
dla którego następujący diagram jest przemienny.
- Zbiór wszystkich odwzorowań dowolnego zbioru {\displaystyle M} w zbiór {\displaystyle M} wraz z działaniem składania odwzorowań tworzy monoid. Jedynką jest w nim odwzorowanie identycznościowe na {\displaystyle M.} Półgrupę tę nazywa się często pełną półgrupą przekształceń lub półgrupą symetryczną.

- Jeśli {\displaystyle M} jest monoidem, {\displaystyle A} jest półgrupą, a {\displaystyle h:M\to A} jest homomorfizmem na {\displaystyle A,} to {\displaystyle A} jest monoidem[6].

## Literatura dodatkowa
- A.H. Clifford, G.B. Preston: The algebraic theory of semigroups. Wyd. 1. American Mathematical Society, 1964.